# Enver Maloku
Enver Maloku (ur. 1954 w Bradashu, zm. 11 stycznia 1999 w Prisztinie) – jugosłowiański i kosowski pisarz oraz dziennikarz.

## Życiorys
Studiował literaturę na Uniwersytecie w Prisztinie. Od 1979 do 1990 roku pracował w Radio Televizioni i Prishtinës, które wówczas zostało zamknięte przez władze jugosłowiańskie, a sam Maloku był tymczasowo aresztowany. Następnie rozpoczął pracę w Centrum Informacyjnym Kosowa, którego był przewodniczącym od 1993 do śmierci w 1999 roku, jednocześnie należał do redakcji czasopisma Informatori. Został uznany za głównego pisarza politycznego w Kosowie zarówno przez swoich zwolenników, jak i przeciwników. Znalazł się na liście osób skazanych na śmierć przez Armię Wyzwolenia Kosowa.
W lipcu 1998 był ofiarą nieudanego zamachu na swoje życie; w jego mieszkaniu w Prisztinie nieznany sprawca wystrzelił w jego stronę dwa naboje, z czego jeden trafił w balustradę balkonu.
11 stycznia 1999 został postrzelony w pobliżu swojego domu; został przetransportowany do szpitala w Prisztinie, gdzie zmarł po południu tego samego dnia. Według jugosłowiańskiej policji Maloku został zabity z broni półautomatycznej, a na miejscu zbrodni było trzech podejrzanych; sprawcy do dzisiaj pozostają niezidentyfikowani, jednak według należącego do Centrum Informacji Kosowa Ibrahima Berishy sprawcami nie byli Serbowie. W pogrzebie Envera Maloku udział wzięło kilkaset osób, wśród których byli niektórzy żołnierze Armii Wyzwolenia Kosowa.
Sprawą śmierci Maloku zajęła się Organizacja Narodów Zjednoczonych w ramach misji UNMIK, następnie śledztwo było prowadzone przez funkcjonariusza EULEX, zostało ono jednak zamknięte w dniu 6 maja 2017 roku z powodu braku podstaw do wszczęcia postępowania. W 2018 roku śledztwo jednak ponownie zostało wszczęte.
Był autorem książki pod tytułem Gjuha e stuhisë, wydaną pośmiertnie w 2002 roku przez wydawnictwo Faik Konica.

## Odznaczenia i upamiętnienia
12 lipca 2005 roku odsłonięto w Prisztinie pomnik Envera Maloku, jego imieniem nazwano jedną z ulic w tymże mieście.
W 2015 roku prezydent Albanii Bujar Nishani pośmiertnie nadał mu Złoty Medal Orła, a rok później prezydent Kosowa Atifete Jahjaga uhonorowała go tytułem bohatera Kosowa.

## Życie prywatne
Miał córkę Doruntinë, która była deputowaną do Zgromadzenia Kosowa.